# متلألئة بيروية
متلألئة بيروفية (الاسم العلمي:Luzula peruviana) هي نوع من النباتات تتبع جنس المتلألئة من الفصيلة الأسلية.